# Eumorpha neubergeri
Eumorpha neubergeri là một loài bướm đêm thuộc họ Sphingidae. Loài này có ở Argentina và Bolivia.
Sải cánh dài 98–106 mm. Phía trên cánh trước giống nhất loài Eumorpha anchemolus và Eumorpha triangulum.
Con trưởng thành bay vào cuối tháng 11 đầu tháng 12 in Argentina.